# Lalitpur (India)
Lalitpur es una ciudad india del Distrito de Lalitpur, fundada en el año 299 a. C. por el rey Arideva, en el estado de Uttar Pradesh. Lalitpur cuenta con 111.810 habitantes según estadísticas del año 2001.
- Datos: Q1025286
- Multimedia: Lalitpur, India / Q1025286

1. ↑  Worldpostalcodes.org,código postal n.º 284403.